# الحكومة الأولى لدولة الإمارات العربية المتحدة
في 2 ديسمبر 1971 أُسست دولة الإمارات العربية المتحدة دولةً اتحاديةً مستقلةً من سبع إمارات - أبو ظبي، ودبي، والشارقة، وعجمان، والفجيرة، وأم القيوين. وأصبح زايد بن سلطان آل نهيان رئيساً وراشد بن سعيد آل مكتوم نائباً له. وكُلِّف مكتوم بن راشد آل مكتوم بمهمة تشكيل الحكومة. فأُقيمت الحكومة في 9 ديسمبر.
انتهت فترة الحكومة في 23 ديسمبر 1973 عندما شكّل مكتوم بن راشد آل مكتوم الحكومة الثانية.

## قائمة أعضاء الحكومة
تألفت الحكومة الأولى لدولة الإمارات العربية المتحدة من الأعضاء التاليين:
| المنصب                              | شاغل المنصب            |
| ----------------------------------- | ---------------------- |
| رئيس الوزاراء                       | مكتوم بن راشد آل مكتوم |
| نائب رئيس الوزراء                   | حمدان بن راشد آل مكتوم |
| وزير الداخلية                       | مبارك بن محمد آل نهيان |
| وزير المالية                        | حمدان بن راشد آل مكتوم |
| وزير الدفاع                         | محمد بن راشد آل مكتوم  |
| وزيرر الخارجية                      | أحمد خليفة السويدي     |
| وزير الصحة                          | سلطان بن أحمد          |
| وزير الاشغال العامة                 | محمد بن سلطان القاسم   |
| وزير التعليم                        | سلطان بن محمد القاسمي  |
| وزير البيئة                         | أحمد بن سلطان سليم     |
| وزير الاتصالات                      | عبد العزيز النعيمي     |
| وزير الزراعة والثروة السمكية        | حمد بن محمد الشرقي     |
| وزير المعلومات                      | أحمد بن عجمي           |
| وزير العدل                          | عبد الله عمران تريم    |
| وزير الاتحاد وشئون الخليج والكهرباء | محمد سعيد الملا        |
| وزير التخطيط والإسكان               | محمد الكيندي           |
| وزير الدولة لشئون المجلس الأعلى     | محمد السويدي           |
| وزير الدولة لشئون مجلس الوزراء      | عتيبة بن عبد الله      |
| وزير الشباب والرياضة                | راشد بن حميد           |
| وزير شئون العمل                     | سامي بن عيسى بن خرب    |